# Plebs (serial telewizyjny)
Plebs – brytyjski serial komediowy, którego akcja osadzona jest w starożytnym Rzymie. Emitowany od 2013 roku.
Od 1 maja 2017 jest nadawany w ATM Rozrywka.

## Główne role[2]
- Tom Rosenthal – Marcus
- Joel Fry – Stylax
- Ryan Sampson – Grumio
- Tom Basden – Aurelius
- Sophie Colquhoun – Cynthia
- Lydia Rose Bewley – Metella
- Doon Mackichan – Flavia
- Adrian Scarborough – Claudius
- Tom Davis – Davus
- Bella Dayne – Delphine
- Maureen Lipman – gospodyni